# Kněževes (przystanek kolejowy)
Kněževes – przystanek kolejowy w miejscowości Kněževes, w kraju środkowoczeskim, w Czechach. Znajduje się na wysokości 365 m n.p.m.
Na przystanku nie ma możliwości zakupu biletów, a obsługa podróżnych odbywa się w pociągu. 

## Linie kolejowe
- 125 Krupá - Kolešovice